# Berberis gyalaica
Berberis gyalaica là một loài thực vật có hoa trong họ Hoàng mộc. Loài này được Ahrendt ex F.Br. mô tả khoa học đầu tiên năm 1940.